# Окуси-Амбено
Окуси-Амбено (порт. Oé-Cusse Ambeno, тет. Oecussi Ambeno) је ексклава и специјални административни регион Источног Тимора. Званично име територије је Специјални административни регион Окуси-Амбено (порт. Região Administrativa Especial Oé-Cusse Ambeno). 
Налази се на северној обали западног дела острва Тимор и са три стране је окружен Индонезијом (провинција Источна Нуса Тенгара). Површина му је 813,6 km², где је 2015. живело 68,913 становника. Главни град региона је Панте Макасар, који се раније звао Окуси, а у време португалске владавине (пре 1975) Вила Тавеиро (порт. Vila Taveiro). Регион се раније звао Амбено. 